# Piximactia uruhuasi
Piximactia uruhuasi là một loài ruồi trong họ Tachinidae.